# Alfredo Misuri
Alfredo Misuri (Perugia, 17 maggio 1886 – Roma, 18 luglio 1951) è stato un politico italiano, assieme a Cesare Forni e Ottavio Corgini, fu uno dei deputati fascisti dissidenti sulla evoluzione del fascismo dopo il 1922.

## Biografia
Massone, fu iniziato nel 1912 nella loggia di Perugia "XX giugno 1859", durante il suo soggiorno in Sicilia passò poi alla loggia di Palermo "Il Risveglio" e nel 1919 aderì alla loggia IV novembre 1918 di Perugia  .
Libero docente di Zoologia all'Università degli Studi di Palermo e poi in quella di Messina nonché professore di Scienze naturali al liceo di Reggio Calabria, rientrò a Perugia dopo la prima guerra mondiale e venne eletto consigliere comunale del capoluogo umbro in una lista civica a carattere nazionalista e antisocialista. Fu tra i fondatori, nel gennaio 1921, del Fascio di Combattimento di Perugia. Eletto deputato nelle liste fasciste nelle elezioni politiche del maggio 1921 e filomonarchico convinto, si oppose alla "tendenzialità repubblicana" che Mussolini voleva far assumere al movimento fascista.
Entrato in contrasto con gli altri leader del fascismo umbro (Bastianini, Felicioni, Pighetti), si allontanò dal movimento fascista aderendo, nel marzo del 1922, al gruppo nazionalista: spiegò il suo distacco in uno scritto a Mussolini: "Ho dovuto convincermi che per serbar fede alla idea prima del fascismo, per essere fascista, occorre emigrare altrove". Nel movimento nazionalista assunse cariche nell'apparato propagandistico e organizzativo e quando nel 1923 il nazionalismo si fuse nel Partito Nazionale Fascista si ritrovò nel PNF, venendone però espulso poco dopo a causa delle sue critiche "legalitarie" contro le spedizioni punitive dei ras fascisti.

### Il discorso alla Camera di "opposizione fascista"

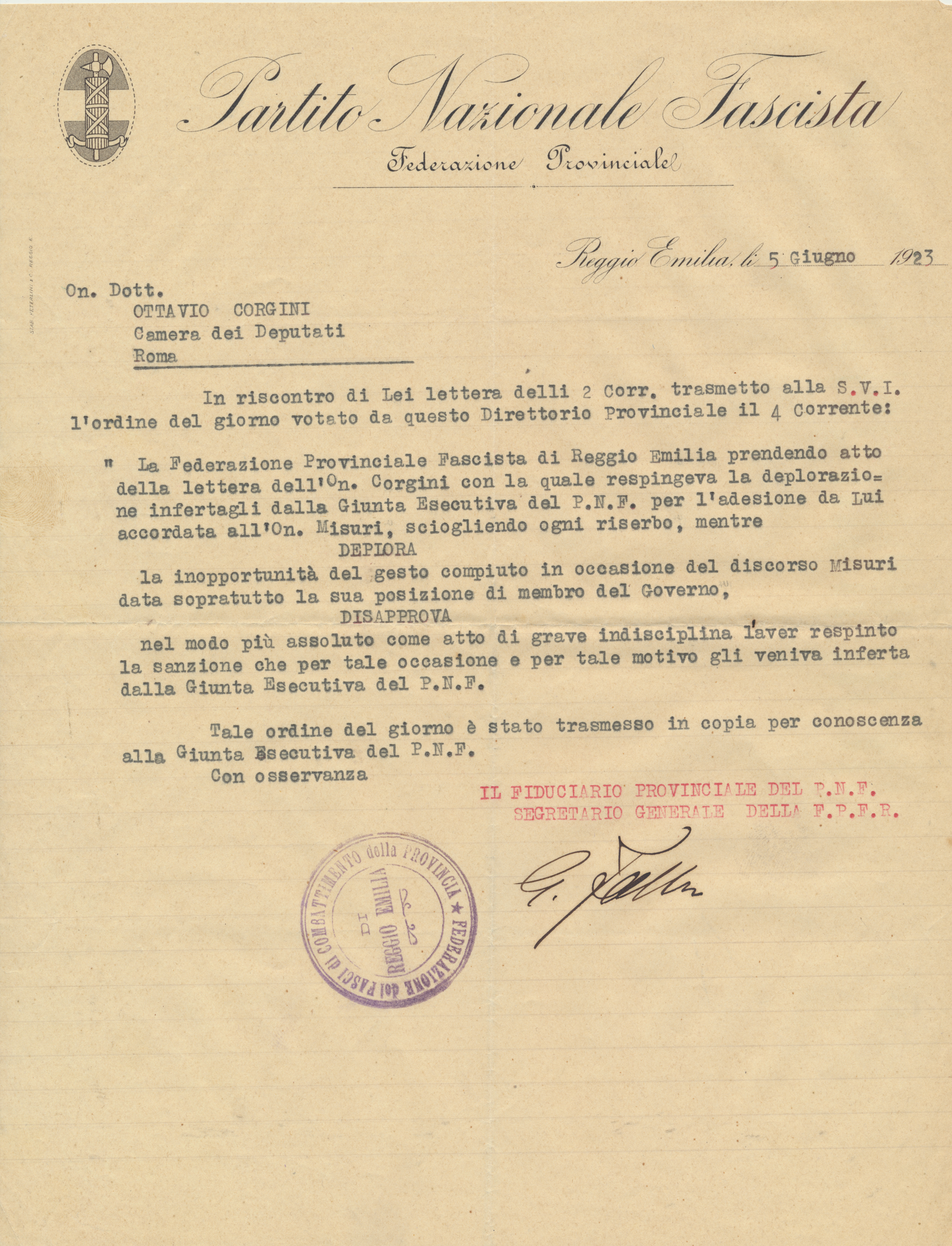
Lettera del Partito Nazionale Fascista che deplora l'onorevole Ottavio Corgini sottosegretario all’Agricoltura

Il 29 maggio 1923 Misuri pronunciò un discorso alla Camera che fece scalpore. Egli, come "gesto di devozione e lealtà" preavvisò il Capo del Governo che avrebbe tenuto di fronte agli altri parlamentari un discorso di "opposizione fascista", ricevendo per tutta risposta l'ordine di non parlare. Rispose che l'imminente espulsione dal partito lo liberava da ogni "vincolo di disciplina" e come replica ricevette la minaccia di arresto nel caso di suo intervento nell'aula. Al che Misuri replicò al deputato Carlo Buttafuocchi, che fungeva da tramite: "Quand'è così ti prego di rispondere al Presidente, che tra me e lui, c'è lo Statuto".
Nel discorso che fece, pur premettendo la sua fedeltà a Mussolini, Misuri criticò fortemente il suo entourage ed il clima di servilismo attorniante il Duce che portava ad una degenerazione del fascismo, causata anche da una crescita fino a mezzo milione di inscritti che avevano sopraffatto l'originario nucleo sano del movimento. Richiese una netta distinzione fra Partito e Stato, il ristabilimento della normale funzione parlamentare, l'incorporazione della Milizia fascista nei ranghi dell'esercito e la possibilità di esistenza di altri partiti nazionalistici oltre a quello fascista, in quanto il tentativo mussoliniano  di monopolizzare tutte le aree della società sarebbe fallito senza l'apporto di altri movimenti che rappresentavano l'espressione delle forze vive della nazione; infine propose il ritorno al collegio uninominale alle successive elezioni.
Al termine di questo intervento molti deputati rimasero impressionati, fascisti inclusi: sei di questi, tra cui il sottosegretario all'agricoltura Ottavio Corgini, si congratularono con lui. 

### L’aggressione
La sera stessa del suo discorso Misuri venne aggredito da un gruppo di squadristi, guidati da Arconovaldo Bonaccorsi, in un vespasiano nei pressi di Montecitorio e bastonato al punto di dover essere ricoverato all'ospedale, per i forti colpi ricevuti al capo ed una ferita di pugnale alla mano sinistra.

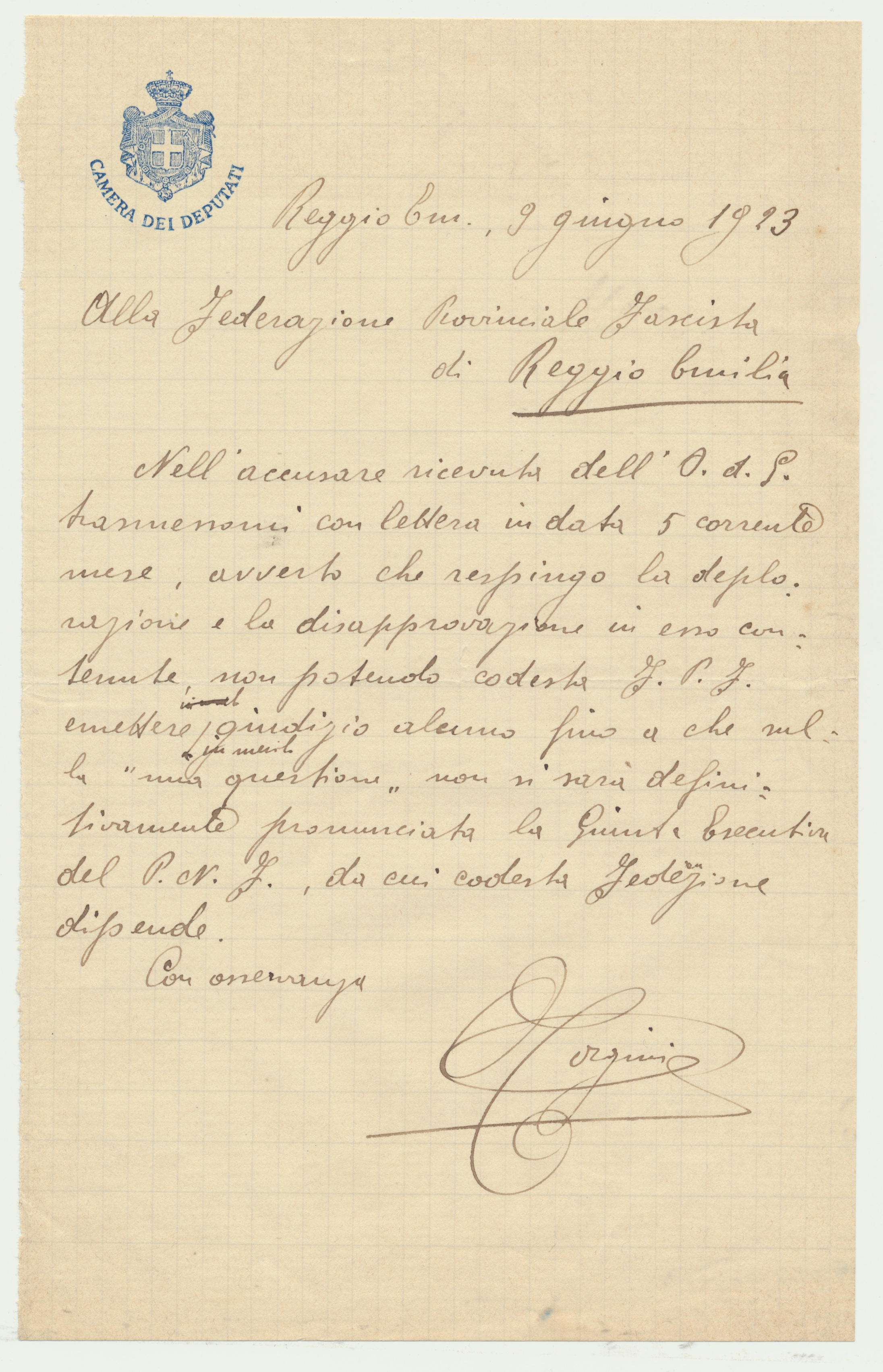
Risposta dell'onorevole Ottavio Corgini, sottosegretario all’Agricoltura, alla deplorazione ricevuta dal Partito Nazionale Fascista

Secondo quanto raccolto da Sergio Zavoli in un'intervista ad Arturo Fasciolo - all'epoca segretario di Mussolini - l'ordine dell'aggressione venne dato da Giovanni Marinelli. Già nell’imminenza dell’aggressione, le connivenze dell’apparato pubblico furono evidenti e lo stesso Misuri le avrebbe descritte due anni dopo, nella sua deposizione dinanzi all’Alta Corte di Giustizia.
Il giorno dopo il direttorio deplorò i sei deputati: Corgini diede le dimissioni da sottosegretario, che furono prontamente accettate, mentre furono respinte le dimissioni offerte dagli altri cinque parlamentari. Questa aggressione, assieme a quella subita da Cesare Forni, venne citata come aggressione minore da Mussolini durante il suo discorso alla Camera dei Deputati del 3 gennaio 1925, in cui rivendicava la responsabilità morale dell'omicidio di Giacomo Matteotti.

## Fondazione di Patria e Libertà
Nel gennaio del 1924 Misuri fondò il movimento "Patria e Libertà", di tendenza monarchica e nazionalista, assieme a Ottavio Corgini, Cesare Forni e Raimondo Sala, sindaco di Alessandria. Il movimento partecipò alle elezioni dell'aprile successivo - vinte dal Listone Mussolini - con un simbolo fatto da un'aquila e la stella a cinque punte; tuttavia, causa le violenze fisiche, Misuri e Corgini dovettero ritirarsi dalla competizione e il movimento poté presentarsi solamente in Piemonte e Lombardia ottenendo 18.062 voti (pari allo 0.3%) e un solo deputato: Cesare Forni eletto in Lombardia.
Dopo le elezioni il movimento prese il nome di "Italia libera" ed vi si aggiunse un altro dissidente fascista Massimo Rocca espulso dal PNF nel maggio dello stesso anno. Il movimento si appellerà ai ceti medi della nazione, come corpo sano per combattere la deriva del fascismo. Il 30 novembre 1924, in una intervista alla Voce Repubblicana, Misuri dichiarava di voler impedire la trasformazione del fascismo in "camorra [che raccoglie] il fior fiore degli spostati anelanti a far bottino".
Nello stesso anno pubblica, con Corbaccio editore a Milano, la Rivolta morale, una raccolta di suoi saggi politici; quattro anni dopo, nel 1928, il questore di Milano ordinò il sequestro delle copie del libro. Nel 1927 Misuri venne condannato al confino ad Ustica, assieme ad altri oppositori del regime, tra cui Amadeo Bordiga; scriverà di questo periodo nel suo libro Ad Bestias pubblicato a Roma nel 1944. Nell'immediato dopoguerra si impegnò politicamente nella causa monarchica.